# Лайош Шомлаї
Лайош Шомлай (угор. Somlai Lajos, 1932, Будапешт — 1999) — угорський футбольний арбітр.

## Кар'єра
З 1966 року став судити матчі вищого дивізіону Угорщини і завершив суддівську кар'єру в 1978 році. Загалом провів у чемпіонаті 149 матчів, а також один фінал Кубка Угорщини — 1 травня 1973 року «Вашаш» — «Гонвед» (4:3), що пройшов у Будапешті.
Він був міжнародним арбітром ФІФА з 1972 по 1976 рік, за цей час відпрацював на 72 міжнародних матчах. Зокрема був одним з арбітрів на молодіжному чемпіонаті світу 1977 року.